# Валиев, Руслан Юрьевич
Руслан Юрьевич Валиев (25 мая 1987) — российский, а в последствии французский борец вольного стиля. Мастер спорта России. Призёр чемпионатов России и Франции, участник чемпионата Европы. Чемпион мира по грэпплингу.

## Спортивная карьера
В конце июня 2010 года дошёл до финала чемпионата России в Волгограде, в котором уступил Денису Царгушу из Московской области, став серебряным призёром. В феврале 2011 года в Стамбуле на международном турнире «Яшар Догу» стал вторым, в финале он проиграл Мусе Муртазалиеву из Армении  В апреле 2012 года в Нальчике завоевал бронзовую медаль чемпионата СКФО. 30 апреля 2013 года на чемпионате СКФО в Пятигорске вновь стал бронзовым призёром. В середине июня 2013 года на чемпионате России в Красноярске занял 10 место. 19 октября 2013 года в Хасавюрте принимал участие на Межконтинентальном Кубке. 26 октября 2013 года в Грозном на Кубке Рамзана Кадырова, в схватке за бронзовую медаль проиграл Георгию Рубаеву. В конце февраля 2014 года принимал участие на Кубке России в Нальчике. 18 мая 2014 года в Хасавюрте дошёл до финала чемпионата СКФО, в котором потерпел поражение от Магомеда Шахрудинова из Дагестана, став серебряным призёром. В конце мая 2014 года на международном турнире памяти Али Алиева в Каспийске занял второе место, в финале он проиграл Альберту Саритову из Дагестана. В октябре 2021 года в Страсбурге стал чемпионом Франции. В январе 2023 года в Ницце одержал победу на Мемориале Анри Деглана, в финале он одолел Таймураза Фриева из Испании. 1 февраля 2023 года  в Хорватии он принимал участие на рейтинговом турнире UWW - «Загреб-Опен», где в 1/8 финала проиграл Марку Холлу из США, покинув турнир. 4 марта 2023 года в Софии участвовал на Международном турнире «Дан Колов», где во второй схватке проиграл Ким Гван Уку из Южной Кореи. 18 апреля 2023 года в Загребе участвовал на чемпионате Европы, где в квалификации проиграл Фатиху Эрдину из Турции. В середине мая 2023 года в городе Мюлуз, уступив в финале Ахмеду Айбуеву из Саргемина, стал серебряным призёром чемпионата Франции.

## Спортивные результаты
- Чемпионат России по вольной борьбе 2010 — ;
- Чемпионат Франции по вольной борьбе 2021 — ;
- Чемпионат Франции по вольной борьбе 2023 — ;

## Личная жизнь
Другой борец: Андрей Юрьевич Валиев не приходится ему родственником.